# جي ستريمر
جي ستريمر (بالإنجليزية: GStreamer)‏ إطار عمل للوسائط المتعددة يعتمد على تقنية أنابيب التجزئة مكتوب بلغة البرمجة سي باستخدام نوع النظام المبني على جي أوبجكت. يسمح جي ستريمر للمبرمج بإنشاء مختلف المكونات التي تتعامل مع الوسائط، ويتضمن ذلك تشغيل الأصوات، وتشغيل الفيديو والتسجيل والتدفق والتحرير. التصميم الأنبوبي لـ جي ستريمر يشكل قاعدة لإنشاء أنواع عديدة من تطبيقات الوسائط المتعددة مثل محررات الفيديو، أنظمة بث الوسائط ومشغلات الوسائط
صمم ليكون متعدد المنصات، وهو يعمل على لينكس (معمارية x86 ومعمارية باور بي سي ومعمارية إي أر إم) وسولاريس وماك أو إس إكس وويندوز وأو إس/400. لدى جي ستريمر معلومات ربط للغات برمجة مثل بايثون وسي بلس بلس وبيرل وجنو جويل وروبي. جي ستريمر برمجية حرة مرخصة تحت رخصة جنو العمومية الصغرى.

## وصلات خارجية
- جي ستريمر على موقع Open Hub (الإنجليزية)
- جي ستريمر على موقع Free Software Directory (الإنجليزية)